# Art College 1994
Art College 1994 ist ein chinesischer Zeichentrickfilm von Liu Jian aus dem Jahr 2023. Von der Jugend des Regisseurs inspiriert, stellt der Film eine Gruppe chinesischer Kunststudenten in den 1990er-Jahren in den Mittelpunkt. Das Werk wurde im Februar 2023 im Rahmen der Internationalen Filmfestspiele Berlin uraufgeführt.

## Handlung
Der Film spielt im China zu Beginn der 1990er-Jahre und stellt eine Gruppe von Studenten auf dem Campus der Kunsthochschule Chinese Southern Academy of Arts in den Mittelpunkt. Der bittersüße Blick auf die Jugend soll von Lius eigenen Erfahrungen als Kunststudent inspiriert worden sein. Die Jugendlichen stehen zwischen Idealismus und Realität sowie Tradition und Moderne. Sie genießen das Leben in vollen Zügen, während sie der Kunst und ihren Träumen nacheifern, Freundschaften schließen und sich ineinander verlieben.

## Hintergrund
Art College 1994 (Arbeitstitel: A Portrait Of The Artist As A Young Man beziehungsweise School Town) ist der dritte Zeichentrickfilm des chinesischen Künstlers und Filmemachers Liu Jian. Produziert wurde das Werk von Yang Cheng, der bereits Lius vorangegangenen Film Have a Nice Day (2017) produziert hatte, der später unter dem Druck der chinesischen Behörden vom Festival d’Animation Annecy zurückgezogen wurde. Hinter Art College 1994 stehen die Produktionsfirmen Nezha Bros. Pictures, Modern Sky Entertainment sowie die Animations- und Spielentwicklungsabteilung der Chinesischen Hochschule der Künste, an der Liu als Professor lehrt.
Wie Lius frühere Werke ist Art College 1994 ein handgezeichneter 2D-Animationsfilm. Von der Ästhetik her, soll der Film charakteristische chinesische Elemente aufweisen. Liu arbeitete fünf Jahre an dem Film.
Als Sprecher für die Figuren konnte Liu eine Reihe bekannter Filmpersönlichkeiten gewinnen, darunter seinen Landsmann und Filmemacher Jia Zhangke.

## Veröffentlichung
Die Premiere des Films fand am 24. Februar 2023 im Rahmen der Internationalen Filmfestspiele Berlin statt. Art College 1994 wurde am 1. Februar 2023 für den internationalen Wettbewerb nachnominiert. Ursprünglich war Lius Regiearbeit für die Sektion Quinzaine des réalisateurs des Filmfestival von Cannes 2022 vorgesehen gewesen, war aber in letzter Minute zurückgezogen worden. Die Festivalorganisatoren erklärten, aufgrund der Restriktionen im Rahmen der COVID-19-Pandemie in Peking habe der Film nicht rechtzeitig fertiggestellt werden können.
Um die weltweiten Verwertungsrechte kümmert sich wie auch schon bei Have a Nice Day die französische Gesellschaft Memento Films.

## Auszeichnungen
Für Art College 1994 erhielt Liu Jian nach 2017 seine zweite Einladung in den Wettbewerb um den Goldenen Bären, den Hauptpreis der Berlinale.